# Jolanda II. od Neversa
Jolanda od Neversa (Yolande de Bourgogne; prosinac 1247. – 2. lipnja 1280.) bila je francuska plemkinja te grofica vladarica Neversa. Njezini su roditelji bili Odo, grof Neversa i grofica Matilda II. od Neversa. Nakon majčine smrti 1262., Jolanda je postala grofica Neversa, koji je uključivao Tonnerre i Auxerre, ali su 1273. arbitri u Parizu odlučili da će ta imanja dobiti Jolandine sestre – Margareta i Adelajda. Njihova teta Agneza postala je gospa Bourbona.
U lipnju 1265., Jolanda se udala za francuskog princa Ivana Tristana, čiji je otac bio Luj IX. Sveti. Jolanda i Tristan nisu imali djece te je on umro od dizenterije 1270. Jolandin je drugi muž bio grof Robert III. Flandrijski; vjenčali su se u ožujku 1272. u Auxerreu. Ovo su njihova djeca:
- Luj I. od Neversa
- Robert, lord Marlea i Cassela
- Ivana — supruga Enguerranda IV. od Coucyja
- Jolanda — supruga Wautiera II. od Enghiena
- Matilda — supruga Mateja od Lorene, lorda Warsberga